# Strahlhorn
De Strahlhorn is een 4190 meter hoge berg in de Walliser Alpen. Het is de zuidelijkste top van het Mischabelmassief.
De berg ligt 1,75 kilometer ten zuiden van de Rimpfischhorn (4199 m) en wordt hiervan gescheiden door de Adlerpas (3789 m). Op 15 augustus 1854 werd de Strahlhorn voor het eerst beklommen door Christopher Smyth, Ulrich Lauener, Edmund J. Grenville en Franz-Josef Andenmatten. Uitgangspunt voor de beklimming van de berg is de Britanniahütte (3030 m), die vanuit Saas Fee (1803 m) bereikbaar is.
Net ten oosten van de Strahlhorn ligt de 3988 meter hoge Adlerhorn.